# إدام بنت قرط بن خنساء الأنصارية
إدام بنت قرط بن خنساء الأنصارية: صحابية جَّليلة مِن الأنصار. اعتنقت الإسلام عندما هاجر النبي محمد صلى الله عليه وسلم وبايعته وذكرها ابن سعد في المبايعات. والدها قرط بن خنساء، وأمّها ماويّة بنت القين بن كعب من بني سَلِمة، وتزوّجت من ابن عمِها الطُّفَيل بن مالك بن خنساء، فولدت له عبد الله، والنُعمان.
‌وزوجها ‌الطُّفَيْلُ بْنُ مَالِكِ بْنِ خَنْسَاءَ بْنِ سِنَانِ بْنِ عُبَيْدٍ، وَأُمُّهُ أَسْمَاءُ بِنْتُ الْقَيْنِ بْنِ كَعْبِ بْنِ سَوَّادٍ مِنْ بَنِي سَلِمَةَ، وَكَانَ لِلطُّفَيْلِ بْنِ مَالِكٍ مِنَ الْوَلَدِ عَبْدُ اللَّهِ، وَالنُعمان، وَأُمُّهُمَا إِدَامُ بِنْتُ قُرْطِ بْنِ خَنْسَاءَ بْنِ سِنَانِ بْنِ عُبَيْدٍ مِنْ بَنِي سَلِمَةَ، وَشَهِدَ الطُّفَيْلُ بْنُ مَالِكٍ الْعَقَبَةَ فِي رِوَايَتِهِمْ جَمِيعًا، وَشَهِدَ بَدْرًا، وَأُحُدًا وَكَانَ لَهُ عَقِبٌ فَانْقَرَضُوا وَدَرَجُوا.